# Hollstadt
Hollstadt település Németországban, azon belül Bajorországban. Lakosainak száma 1431 fő (2023. december 31.).

## Népesség
A település népessége az elmúlt években az alábbi módon változott:
| Lakosok száma | 795  | 956  | 883  | 1411 | 1532 | 1519 | 1510 | 1457 | 1408 | 1431 |
|               | 1875 | 1950 | 1975 | 1987 | 2012 | 2014 | 2016 | 2017 | 2021 | 2023 |